# كياثون لاذع
كياثون لاذع (الاسم العلمي:Cyathea pungens) هو نوع من النبات يتبع جنس الكياثون من الفصيلة الكياثونية.